# Lechrain-Kaserne
Die Lechrain-Kaserne war eine Kaserne der Bundeswehr auf dem Gebiet der Stadt Landsberg am Lech in Oberbayern. Das ca. 18 Hektar große Areal liegt südlich des besiedelten Stadtgebietes an der Bundesstraße 17 zwischen Landsberg und dem Unterdießener Ortsteil Dornstetten. 
Nach der Errichtung der Kaserne wurde das Panzerbataillon 243 der Panzerbrigade 24 in die Kaserne verlegt und als Gebirgspanzerbataillon 224 der  Gebirgsjägerbrigade 22 unterstellt. Mit der Auflösung der Brigade wurde 1993 auch das Bataillon aufgelöst. 
Nach der Auflösung des Gebirgspanzerbataillon 224 zog im April 1993 das Gebirgsbeobachtungsartilleriebataillon 83 der 1. Gebirgsdivision in die Lechrain-Kaserne ein. Das Bataillon wurde aber Ende 1996 schon wieder deaktiviert. Die Luftlandelehr- und Versuchskompanie 909 der Luftlande- und Lufttransportschule in Altenstadt nutzte die Kaserne noch bis 2001.
Nach der Schließung der Kaserne übernahm die Stadt Landsberg am Lech die Anlage und konvertierte das Gelände seit 2001 zu einem Industrie- und Gewerbegebiet.
Südlich der Kaserne befindet sich der Standortübungsplatz der Landsberger Garnison.